# 岣嵝乡
岣嵝乡，是中华人民共和国湖南省衡陽市衡阳县下辖的一个乡镇级行政单位。

## 行政区划
岣嵝乡下辖以下地区：
杉云村、福星村、神皇村、凤山村、印子山村、高峰村、集云村、松柏村、腊树村、杨梅村、和石村、城前村、双江村、七里山村、白石村、妙溪村和觉先村。